# Latschenkiefernöl
Latschenkiefernöl ist das ätherische Öl, das aus frischen Nadeln und Zweigspitzen der Latschenkiefer mittels Wasserdampfdestillation gewonnen wird.

## Eigenschaften und Zusammensetzung

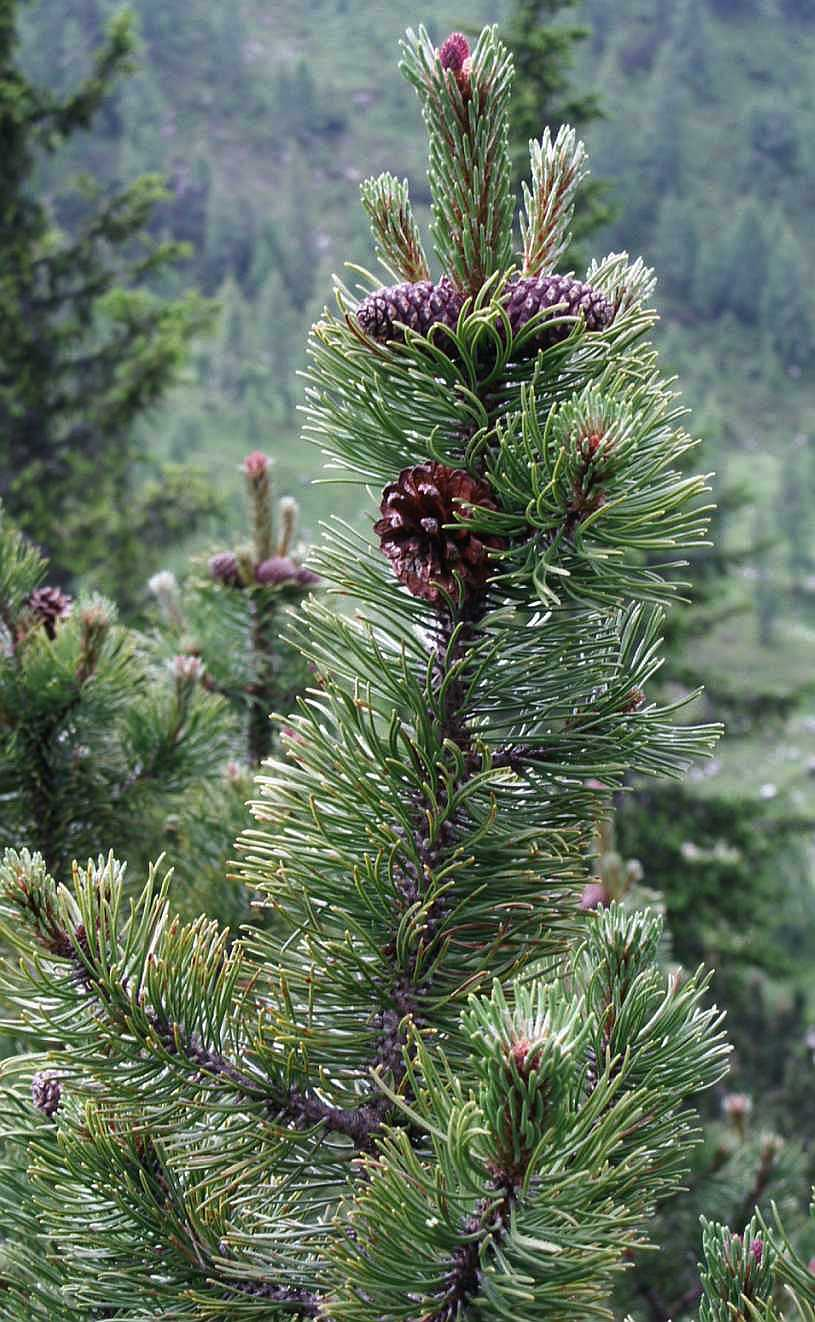
Latschenkiefer (Pinus mugo)

Das klare, farblose bis gelbliche Öl hat einen kräftigen, balsamischen Geruch. Es enthält bis zu 35 Prozent 3-Caren, etwa 20 Prozent Pinene, Camphen (1–2 %), Limonen (ca. 5 %), Myrcen (ca. 5 %), Terpinolen, Anisaldehyd, zahlreiche sauerstoffhaltige Monoterpene, darunter Bornylacetat (ca. 2–4 %), das zusammen mit (−)-Bornylformiat (ca. 10 %) Hauptträger des typischen Geruchs ist.

## Geschichte
Der Apotheker Mathias Mack ist Pionier auf dem Gebiet der Latschenkiefernöldestillation. Dieser war maßgeblich daran beteiligt, aus Bad Reichenhall ab der Mitte des 19. Jahrhunderts einen Kurort zu machen. Er betrieb dort die Kur-Apotheke und war auch der erste, der geführte Wanderungen in die Umgebung für die Urlaubsgäste anbot. Diese führten unter anderem auf den Untersberg und die Reiter Alpe, wo Mack vermutlich die Idee gekommen ist, die stark ölhaltige Latschenkiefer als Kur- und Heilmittel zu verwenden. Die Gewinnung durch Destillation gelang erstmals 1856, es dauerte allerdings bis 1861, bis die ersten Latschenkiefernprodukte des Apothekers als Bäder zum Einsatz kamen. Die ersten Anwendungen wurden im benachbarten Bad in Kirchberg angeboten. Macks Sohn Josef führte die Apotheke weiter und gründete die Josef Mack GmbH & Co. KG, die bis heute Produkte aus Latschenkiefernöl vermarktet.

## Verwendung
Latschenkiefernöl dient in pharmazeutischen Zubereitungen (Creme, Einreibung, Inhalation) zur äußerlichen Anwendung gegen Katarrhe der oberen und unteren Atemwege. Die Gefahr von Nebenwirkungen scheint – wohl wegen des geringeren Gehaltes an Pinenen – bei der Verwendung von Latschenkiefernöl geringer zu sein, als bei der des sonst recht ähnlichen Terpentinöls. Das konzentrierte ätherische Öl reizt Haut und Schleimhäute stark. Bei Asthma und Keuchhusten darf es nicht angewendet werden, da sonst möglicherweise Verkrampfungen der Bronchien verstärkt werden. Die Kommission E empfiehlt Kiefernnadelöl, die Mischung aus Latschenkiefern- und anderen Pinienölen, zur innerlichen und äußerlichen Anwendung bei katarrhalischen Erkrankungen der oberen und unteren Atemwege und ausschließlich äußerlich bei rheumatischen und neuralgischen Beschwerden. Auch bei Saunaaufgüssen kann es eingesetzt werden.